# Carlos Guzmán Fonseca
Carlos Guzmán Fonseca (Morelia, Michoacán, 19 de mayo de 1994) es un futbolista mexicano. Juega de lateral derecho y actualmente juega en el Monterey Bay.

## Trayectoria

### Inicios y Monarcas Morelia
Comenzó jugando para las Fuerzas Básicas del Celaya Fútbol Club, desde el año 2005 en la categoría Sub-15, al destacar con Celaya, equipos como el América, Pachuca, visoriaban al jugador sin embargo un promotor del Monarcas,  lo invitó a probarse con las Fuerzas Básicas del Morelia, y al realizar las pruebas dejó al Celaya.
Desde el 2009, ingresó al Monarcas Morelia, comenzando a jugar para la Sub-17.
Tras destacar con las categorías inferiores, además de haber obtenido el título con la Selección Mexicana Sub-17, fue visoriado por Tomas Boy, donde lo registraron para ser parte del primer equipo de Monarcas Morelia.
El 4 de noviembre de 2011, hizo su debut en la victoria ante el Chiapas Fútbol Club.

### Toros Neza
En junio de 2012, no entró en planes de Monarcas, y se oficializó su traspaso al Toros Neza, en calidad de Préstamo por 6 meses sin opción a compra.

### Monarcas Morelia (segunda etapa)
En diciembre de 2012, al tener buenas actuaciones con Toros Neza, fue visoriado por Carlos Bustos el cual por petición de él, pidió al jugador de vuelta, y se oficializó su regreso al Monarcas Morelia, siendo el tercer refuerzo de cara al Clausura 2013.

### Club Atlético de San Luis
En el Draft Apertura 2013, al no tener casi minutos de juego, no entró en planes de Carlos Bustos y se oficializó su traspaso al Club Atlético de San Luis, siendo el primer refuerzo de cara al Apertura 2013 del Ascenso MX.

### Club Puebla
El 10 de diciembre de 2013, se oficializa su traspaso al Club Puebla en calidad de préstamo por 6 meses con opción a compra.

### Monarcas Morelia (Tercera Etapa)
En junio de 2014, el técnico José Guadalupe Cruz, pidió de vuelta al jugador donde se oficializó su regreso al Monarcas Morelia en su tercera etapa con el club, convirtiéndose en el cuarto refuerzo de cara al Apertura 2014.

### Club Tijuana
El 8 de junio de 2015, se hace oficial su traspaso al Club Tijuana en calidad de Préstamo por 1 año con opción a compra.

### Club León
El 28 de mayo de 2016, tras ser titular con el Tijuana, a pesar de su intención de que el jugador se quedará 6 meses más, el Club León, oficializó a través de una conferencia de prensa, su traspaso al club en calidad de préstamo por 1 año sin opción a compra.
Al Finalizar el Clausura 2017, León tenía intención de comprar su carta, sin embargo León rechaza pagar la cláusula de 6 millones de dólares.

### Monarcas Morelia (cuarta etapa)
El 10 de mayo de 2017, al no comprar su carta, se hace oficial su regreso al Monarcas Morelia, siendo el primer refuerzo de cara al Apertura 2017.

### Club Necaxa
El 16 de diciembre de 2018, se hace oficial su traspaso al Club Necaxa en compra definitiva por 4 millones de dólares, siendo el segundo refuerzo de cara al Clausura 2019.

## Clubes
| Equipo                    | País           | Año             |
| ------------------------- | -------------- | --------------- |
| Monarcas Morelia          | México         | 2011 - 2012     |
| Toros Neza                | México         | 2012            |
| Monarcas Morelia          | México         | 2013            |
| Club Atlético de San Luis | México         | 2013            |
| Club Puebla               | México         | 2014            |
| Monarcas Morelia          | México         | 2014 - 2015     |
| Club Tijuana              | México         | 2015 - 2016     |
| Club León                 | México         | 2016 - 2017     |
| Monarcas Morelia          | México         | 2017 - 2018     |
| Club Necaxa               | México         | 2019 - 2021     |
| Morelia                   | México         | 2021            |
| Deportivo Toluca          | México         | 2022            |
| Querétaro FC              | México         | 2023            |
| San Diego Loyal           | Estados Unidos | 2023            |
| Monterey Bay              | Estados Unidos | 2024 - Presente |

## Palmarés

### Copas internacionales
| Título              | Equipo           | País   | Año  |
| ------------------- | ---------------- | ------ | ---- |
| Copa Mundial Sub-17 | Selección Sub-17 | México | 2011 |

### Copas nacionales
| Título       | Equipo           | País           | Año  |
| ------------ | ---------------- | -------------- | ---- |
| Supercopa MX | Monarcas Morelia | Estados Unidos | 2014 |